# Amt Odervorland
Das Amt Odervorland ist ein 1992 gebildetes Amt im Landkreis Oder-Spree des Landes Brandenburg, in dem sich zunächst zehn Gemeinden im damaligen Kreis Fürstenwalde zu einem Verwaltungsverbund zusammengeschlossen hatten. Durch Gemeindezusammenschlüsse reduzierte sich die Zahl der amtsangehörigen Gemeinden auf drei. Durch den Beitritt der Gemeinde Steinhöfel zum Amt Odervorland am 1. Januar 2019 erhöhte sich die Anzahl der amtsangehörigen Gemeinden auf vier. Sitz der Amtsverwaltung ist Briesen (Mark).

## Lage
Das Amt Odervorland liegt im Nordosten des Landkreises Oder-Spree. Es grenzt im Westen an die amtsfreie Stadt Fürstenwalde/Spree sowie an Grünheide (Mark), im Norden an die amtsfreie Stadt Müncheberg und das Amt Seelow-Land, im Osten an das Amt Lebus und die amtsfreie Stadt Frankfurt (Oder), im Süden an das Amt Schlaubetal und an die amtsfreie Gemeinde Rietz-Neuendorf sowie im Südwesten an das Amt Scharmützelsee.

## Gemeinden und Ortsteile
Das Amt Odervorland verwaltet vier Gemeinden:
- Berkenbrück
- Briesen (Mark) mit den Ortsteilen Alt Madlitz, Biegen, Briesen, Falkenberg und Wilmersdorf
- Jacobsdorf mit den Ortsteilen Jacobsdorf, Petersdorf b. Briesen, Pillgram und Sieversdorf
- Steinhöfel mit den Ortsteilen Arensdorf, Beerfelde, Buchholz, Demnitz, Gölsdorf, Hasenfelde, Heinersdorf, Jänickendorf, Neuendorf im Sande, Schönfelde, Steinhöfel und Tempelberg

## Geschichte
Am 25. Juni 1992 erteilte der Minister des Innern des Landes Brandenburg seine Zustimmung zur Bildung des Amtes Odervorland. Als Zeitpunkt des Zustandekommens des Amtes wurde der 30. Juni 1992 festgelegt. Das Amt hat seinen Sitz in der Gemeinde Briesen und bestand zunächst aus zehn Gemeinden im damaligen Kreis Fürstenwalde:
1. Alt Madlitz
2. Berkenbrück
3. Biegen
4. Briesen
5. Falkenberg
6. Jacobsdorf
7. Petersdorf bei Briesen
8. Pillgram
9. Sieversdorf
10. Willmersdorf

Zum 31. Dezember 1998 schlossen sich die Gemeinden Jacobsdorf, Petersdorf bei Briesen und Pillgram zu einer neuen Gemeinde Jacobsdorf zusammen. Zum 26. Oktober 2003 wurde Gemeinde Falkenberg per Gesetz in die Gemeinde Madlitz-Wilmersdorf eingegliedert, zum gleichen Zeitpunkt wurde auch die Gemeinde Sieversdorf durch das Gemeindegebietsreformgesetz in die Gemeinde Jacobsdorf eingegliedert. Am 1. Januar 2014 wurde Madlitz-Wilmersdorf nach Briesen eingemeindet. Zum 1. Januar 2019 trat die Gemeinde Steinhöfel dem Amt Odervorland bei.

## Bevölkerungsentwicklung
| Jahr | Einwohner |
| ---- | --------- |
| 1992 | 5 198     |
| 1995 | 5 310     |
| 2000 | 5 999     |
| 2005 | 6 095     |
| 2010 | 5 808     |
| 2015 | 5 667     |

| Jahr | Einwohner |
| ---- | --------- |
| 2020 | 10 307    |
| 2021 | 10 349    |
| 2022 | 10 276    |
| 2023 | 10 279    |
| 2024 | 10 222    |

Gebietsstand des jeweiligen Jahres, Einwohnerzahl: Stand 31. Dezember, ab 2011 auf Basis des Zensus 2011, ab 2022 auf Basis des Zensus 2022

## Amtsdirektoren
- 1992–2016: Peter Stumm
- 2016–2024: Marlen Rost
- seit 2024: Dirk Meyer

Meyer wurde am 22. April 2024 durch den Amtsausschuss für eine Amtsdauer von acht Jahren gewählt zum Amtsdirektor gewählt. Er trat sein Amt am 1. Oktober 2024 an.

## Gemeindepartnerschaften
- Samtgemeinde Flotwedel (Deutschland), seit 2020[10]